# Анджеј Бобковски
Анджеј Бобковски (пољ. Andrzej Bobkowski; Винер Нојштат, 27. октобар 1913 - Гватемала, 26. јун 1961)  био је пољски књижевник.
Завршио је гимназију у Кракову, а потом чувену Варшавску економску школу (најстарију пословну школу у Пољској). Године 1939. заједно са супругом, пребегао је у Париз, где је живео за време Другог светског рата. Тада је настао дневник Белешке из рата: Француска, 1940–1944. Разочаран у Европу, јуна 1948. године преселио се у Гватемалу. У овој централноамеричкој земљи морао је да се бори за голу егзистенцију. Да би преживео бавио се моделарством и отворио моделарску продавницу. Није имао времена за писање, што га је мучило. Стање се погоршало када је добио рак на кожи. Операције су само одлагале неминовну пресуду. Умро је 1961. године. Његова супруга, Барбара Бопковска, није желела да се врати у Пољску и остала је у Гватемали. Умрла је 1982. и сахрањена поред мужа. Пре смрти спаковала је мужевљеве рукописе и послала их Јежију Гједројцу.
Књижевни опус Бопковског није обиман, али је значајан. Поред Бележака из рата, објавио је за живота драму Црни песак и неколико десетина приповедака и есеја. Неколико књига је објављено посмртно, између осталог и Coco de Oro и збирка писама размењених између Бопковског и Јежија Гједројца, Писма 1946–1961.

## Стваралаштво
- 1957 – Szkice piórkiem (Francja 1940–1944)
- 1970 – Coco de Oro. Szkice i opowiadania
- 1994 – Opowiadania i szkice
- 1997 – Jerzy Giedroyć Andrzej Bobkowski Listy 1946–1961
- 1997 – Spadek
- 2002 – Potłuczona mozaika. Andrzeja Bobkowskiego myśli o epoce
- 2003 – Przysiągłem sobie, że jeśli umrę, to nie w tłumie: Korespondencja z Anielą Mieczysławską 1951–1961
- 2006 – Listy do Tymona Terleckiego
- 2006 – Z dziennika podróży
- 2007 – Zmierzch
- 2008 – Punkt równowagi
- 2008 – Listy z Gwatemali do matki
- 2009 – Ikkos i Sotion oraz inne szkice
- 2009 – Tobie zapisuję Europę: Listy do Jarosława Iwaszkiewicza
- 2010 – Andrzej Bobkowski – Aniela Mieczysławska. Listy 1951–1961
- 2013 – Listy do Aleksandra Bobkowskiego 1940–1961
- 2019 – Czarny piasek, oprac. Krzysztof Ćwikliński